# Сталинград (филм, 2013)
„Сталинград“ е руски драматичен филм на режисьора Фьодор Бондарчук за битката при Сталинград. Това е първият руски филм, заснет изцяло в 3D технология. В същото време това е първият руски и неамерикански филм, използващ IMAX формат. Премиерата се състои през септември 2013 г. Филмът е номиниран за най-добър чуждестранен филм на 86-те награди „Оскар“ през 2014 г., но не печели конкурса. Прототипът на къщата във филма е легендарната къща на Павлов в Сталинград и нейната история. В навечерието на пускането в производство сценарият е значително преработен, включително сюжетът и диалозите, от режисьора и сценарист Сергей Снежкин.

## Сюжет
Основният сюжет е вграден в сцена, която се появява като начална последователност на филма и показва руска спасителна операция по време на земетресението в Тохоку в Япония и ядрената катастрофа във Фукушима през 2011 г., когато група германски деца са спасени. Лекар от спасителния екип разказва на децата, затрупани в развалините, за преживяванията си по време на битката за Сталинград преди 70 години и започва да разказва история.
В късната есен на 1942 г. съветският войник Громов получава задачата да разузнае подход за контранастъпление на западния бряг на Волга, в горящия градски район на Сталинград, със своя разузнавателен отряд от пет души. Докато пресичат реката, те са открити от частите на Вермахта, които атакуват корабите и баржите на Червената армия с „Щуки“ (Focke-Wulf Fw 190). За да попречи на руснаците да образуват предмостие, капитан Кан взривява склад за гориво. Докато войниците на Червената армия успяват да пробият първите германски окопи, голяма част от тях изгарят до смърт. Щурмовият отряд на Громов успява да избяга от пламтящия ад и се премества в полуразрушена къща близо до Червения площад, която се намира в нещо като „ничия земя“ и служи като подслон за малка група цивилни, включително 18-годишното момиче Катя без родител.
До голяма степен откъснат от собствените си части, Громов формира смесена бойна група, съставена от разузнавачи и морски пехотинци, които се присъединяват към мъжете малко по-късно. Руснаците и германците са в някаква патова ситуация, защото поради особеното разположение на асиметричния фронт в разрушените къщи нито една от страните не може да вземе решение. Снайперистът на групата може да наблюдава всички движения на германците от своя наблюдателен пункт с телескопа на своята пушка Мосин-Наган. Той също така учи Катя как да използва пушка и тя убива немски войник с първия си изстрел. Ситуацията ескалира, когато една еврейка е изгорена до смърт с огнехвъргачки на Червения площад, което предизвиква ответна атака от руснаците. Има многобройни допълнителни сблъсъци между съветските защитници и германските нападатели.
В паузите на боевете се развива двойна любовна история между Катя (Мария Смолникова) и съветски разузнавач и между германския офицер от Вермахта Петер Кан и рускинята Маша, която се крие в мазето на съседната къща. Докато Катя се превръща в своеобразен „талисман“ за защитниците на къщата, връзката между Маша и Кан, които не могат да общуват помежду си, първоначално започва с изнасилване. Кан, който идва от уважавано пруско семейство, [9], разсъждава върху отношението си към войната към нея и също така казва на Маша, че тя прилича на жена му, която е починала от белодробна туберкулоза. След това, въпреки абсурдната ситуация, двамата развиват чувства един към друг. Кан снабдява любовницата си с храна и я защитава от опасности, които я заплашват от една страна като евентуален шпионин от руска страна и от друга страна чрез изгонване и смърт от германците.
Фанатичният и садистичен подполковник Ханс открива любовната афера между Кан и Маша и безмилостно кара отряда си да унищожи най-накрая „руските варвари“ и да изчисти Червения площад. Когато цивилните жители на Сталинград са откарани до гарата при операция по евакуация и са изправени пред несигурна съдба, Кан спасява Маша от тълпата с Кетенкрад. Кан може да избегне предстоящата си екзекуция за „сътрудничество с врага“, като уверява подполковника, че ще поеме гнездото на съпротивата. Капитан Кан подрежда своя отряд и ги заклева за предстоящата битка. След като Кан признава любовта си към Маша и иска да я отведе на сигурно място в необитаема къща, Чаванов я убива със снайперска пушка.
Докато немските танкове се подготвят, германските ударни части проникват в окупираната къща от фланга. Громов се маскира като труп, използвайки кръвта на паднал немски войник и успява да изненада и надвие някои от нападателите на първия етаж. Громов хваща Кан, но той може да избяга, когато Громов спасява Чаванов от немски войник. При разпит заловеният Никифоров наръгва с нож подполковник Ханс. Кан поема инициативата и нарежда на командира на танка да стреля насочено към пода, където е разположен съветският наблюдателен пункт. Германската пехота се приближава до сградата под защитата на танковете, които атакуват къщата.
Във финалната битка Кан и Громов се изправят един срещу друг и двамата са смъртоносно ранени с пистолетни изстрели. Под кодовата дума „Калуга“ (Есетра) последният оцелял съветски разузнавач Астахов установява радиовръзка с дивизията и изисква артилерийски удар срещу жилищната сграда и Червения площад, за да унищожи германските части. Къщата се срутва и оцелява само Катя, която е отведена в съседна къща от Астахов.
Накрая рамковата история започва отново в японската земетръсна зона. Петте германски деца са спасени от руския лекар: той е син на Катя.

## Производство и заснемане
Филмът е продуциран от Александър Роднянски, Дмитрий Рудовски, Сергей Мелкумов и Наталия Горина с участието на Art Pictures Group, Non-Stop Production и TRK Rossiya 1. Разпространението е под Sony Pictures и Columbia Pictures. Производствените разходи са дадени като 30 милиона щатски долара. Той вече е събрал 66,1 милиона долара в боксофиса.
Първата част от снимките започна през есента на 2011 г. и продължи 17 дни. През това време са записани два ключови епизода от филма, като в масовите сцени участват над 900 статисти. По-голямата част от снимките се състояха между май и края на юли 2012 г.
Монументалните сцени от Сталинградската битка са заснети в старата фабрика „Красный треугольник“ близо до Санкт Петербург и в третата северна крепост близо до Кронщат. Фонът на центъра на Сталинград и развитието на западния бряг на Волга са пресъздадени в много детайли, за да се възпроизведе епичната и експанзивна природа на битката. Изграждането на снимачната площадка отнема шест месеца, извършено е от 400 души и струва над 120 милиона рубли.
Сложните 3D филмови записи са извършени цифрово с помощта на оригиналното оборудване на холивудската продуцентска компания 3ALITY, използвайки различни гледни точки и отражения. „Сталинград“ се предлага в IMAX 3D, 3D и 2D формати. Изображенията във филма са предимно сиви поради постоянния дъжд от пепел, прекъсван от червения блясък на многобройните пожари в града и дулните проблясъци на картечници. Немските диалози са придружени от руски субтитри.
Фьодор Бондарчук и Томас Кречман преди това са участвали във филми, в които Битката за Сталинград служи като фон. Бондарчук е актьор във филма „Сталинград“ от 1989 г. с Юрий Озеров като режисьор, Кречман играе лейтенант Ханс фон Вицланд в драмата на Вилсмайер „Сталинград“ от 1993 г. Тил Швайгер преди това е отказал ролята на офицер от Вермахта Кан.

## Представяне
„Сталинград“ е представен на ветераните от Сталинградската битка във Волгоград на 27 септември 2013 г. Пускането по кината в Русия е на 10 октомври 2013 г., а през следващите седмици филмът е показан в други източноевропейски страни. Филмът не е показан по кината в Германия, но е пуснат на DVD и Blu-ray на 27 ноември 2014 г. Фьодор Бондарчук, Андрей Смоляков и Томас Кречман вече са участвали във филми, наречени „Сталинград“: Томас в „Сталинград“ (1993), а Андрей и Фьодор в „Сталинград“ (1989), когато Бондарчук е бил студент, с неговия преподавател в режисьорския факултет на ВГИК, Юрий Озеров.